# Echeveria ballsii
Echeveria ballsii ist eine Pflanzenart aus der Gattung der Echeverien (Echeveria) in der Familie der Dickblattgewächse (Crassulaceae). Das Artepitheton ballsii ehrt den englischen Botaniker Edward K. Balls (1892–1984).

## Beschreibung
Echeveria ballsii wächst verzweigt und die Triebe erreichen eine Länge von maximal 5 Zentimeter. Die Blattrosetten erreichen etwa 7 Zentimeter im Durchmesser. Die länglich verkehrt eiförmigen und etwas zugespitzten Blätter werden 3,5 Zentimeter lang und etwa 1 Zentimeter breit. Sie sind dicklich und grün gefärbt.
Der Blütenstand bildet 25 bis 30 Zentimeter lange Trauben aus, mit etwa 10 nickenden Einzelblüten. Der Blütenstiel wird bis 10 Millimeter lang. Die Kelchblätter sind aufsteigend angeordnet. Die orange bis scharlachrote Blütenkrone wird 12 Millimeter lang und etwa 8 Millimeter im Durchmesser. 
Die Chromosomenzahl beträgt 2n = 88.

## Verbreitung und Systematik
Echeveria ballsii ist in Kolumbien im Departamento de Boyacá und im Departamento de Cundinamarca verbreitet.
Die Erstbeschreibung erfolgte 1958 durch Edward Eric Walther.

## Nachweise